# 2. Sinfonie (Saint-Saëns)

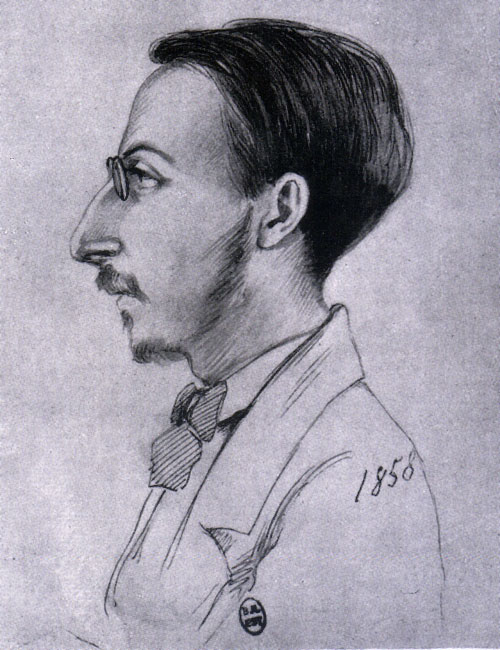
Saint-Saëns im Jahr 1858

Die 2. Sinfonie in a-Moll, op. 55, ist ein Werk des französischen Komponisten Camille Saint-Saëns.

## Instrumentierung und Satzbezeichnungen

### Instrumentierung
2 Flöten
Piccolo
2 Oboen
2 Klarinetten
2 Fagotte
2 Hörner
2 Trompeten
Pauken
Streicher

### Satzbezeichnungen
1. Satz: Adagio marcato – Allegro appassionato
2. Satz: Adagio
3. Satz: Scherzo: Presto
4. Satz: Prestissimo

## Allgemeines
Saint-Saëns schrieb die Sinfonie im Jahr 1859. Sie ist die vierte seiner insgesamt fünf Sinfonien. Sie wird heute nicht mehr regelmäßig – so wie etwa Saint-Saëns’ 3. Sinfonie, die 27 Jahre danach entstand – gespielt. In unterschiedlichen Sätzen ist der Stil Joseph Haydn, Johannes Brahms und Felix Mendelssohn Bartholdy nahestehend und das Werk ist gegenüber der „Urbs-Roma“-Sinfonie und der 1. Sinfonie weniger weitschweifig, sondern konzentrierter. Stilistisch weist sie teilweise auch schon auf die 3. Sinfonie hin.
Das Werk ist dem Dirigenten Jules Pasdeloup gewidmet.
Neben der Fassung für Orchester wurde das Werk für Klavier arrangiert, beispielsweise von Claude Debussy (2 Klaviere) und André Messager (Klavier 4-hdg.).